# Sint-Jan-de-Doperkerk (Oudezele)
De Sint-Jan-de-Doperkerk (Frans: Église Saint-Jean-Baptiste) is de parochiekerk van de gemeente Oudezele in het Franse Noorderdepartement.

## Geschiedenis
Het betreft een driebeukige bakstenen hallenkerk in Vlaamse gotiek met in de noordbeuk veel muurresten met ijzerzandsteen. De kerk werd getroffen door brand in 1727 en daarna gerestaureerd. De kerk heeft een voorgebouwde westtoren die ook het portaal bevat.

## Interieur
De kerk heeft houten gewelven, een preekstoel van 1735, een 18e eeuwse communiebank, een lambrisering van 1780, vier altaren met altaarstukken, waarvan er twee zijn geklasseerd als monument historique.
Onder het altaar bevindt zich een 18e eeuwse Graflegging.